# Anafora
Anafora (řecky znovuuvedení) je v literární teorii slovní figura, opakování shodného slova nebo skupiny slov na začátku za sebou jdoucích veršů nebo vět (výjimečně je za anaforu také pokládáno opakování začátků některých veršů ve sloce). Je opakem epifory, u níž se slova opakují na konci verše nebo jiného celku. Příkladem anafory z české literatury mohou být tyto Bezručovy verše:
Sto roků v šachtě žil, mlčel jsem.
Sto roků kopal jsem uhlí.
Anafora je velmi často používaná v poezii (příkladem může být například slavná Kiplingova báseň Když, která je na anafoře postavena) i v próze (v jednotlivých pasážích např. u Charlese Dickense) pro zvýraznění určitého tvrzení či gradaci. Velmi často je užívána také v řečnictví (např. projev I have a dream Martina Luthera Kinga) coby působivý prostředek ke spojení a zdůraznění myšlenek.
V textové lingvistice, stylistice a syntaxi je anafora typem endoforické (vnitrotextové) reference, která odkazuje k něčemu již řečenému: Byl jeden král a ten měl tři dcery. Slova král a ten odkazují k téže entitě. Jiným typem endoforické reference je katafora, která odkazuje k tomu, co bude řečeno. Kromě endoforické reference rozlišujeme i referenci exoforickou (mimotextovou), jíž je deixe.